# Periscyphis sudanensis
Periscyphis sudanensis là một loài chân đều trong họ Eubelidae. Loài này được Taiti, Ferrara & Allspach miêu tả khoa học năm 1997.